# Marcin Wąż
Marcin Wąż herbu Ślepowron – podsędek drohicki w latach 1557-1587.
Poseł na sejm 1578 roku z ziemi bielskiej.